# Epoch (entreprise)
Pour les articles homonymes, voir Epoch (homonymie).
Epoch Co., Ltd est une société japonaise de jouets et de jeux vidéo fondée en 1958 et basée à Tokyo.
Elle est notamment connue pour avoir édité les jeux de licence Doraemon,, et pour avoir produit la console de salon Epoch Cassette Vision ainsi que la console portable Barcode Battler.

## Consoles produites

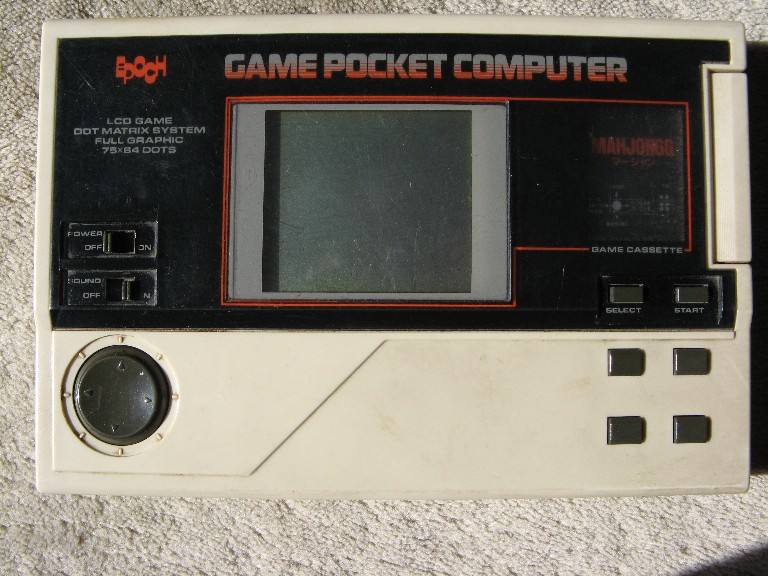
Epoch Game Pocket Computer

- Epoch TV Tennis Electrotennis (1975) - Variante de Pong sortie quelque mois avant Atari
- Hitashi VG-104 (1977) - 4 variantes de Pong
- Epoch TV Game System 10 (1977) - 10 jeux dont 1 avec pistolet
- Epoch TV Baseball (1978) - Mono-jeu
- Epoch Cassette TV Game (1979)
- Epoch Cassette Vision (1981)
- Epoch Galaxy 2 (1982)
- Cassette Vision Jr. (1983)
- Super Cassette Vision (1984)
- Epoch Game Pocket Computer (1984)
- Epoch SCV Lady's Set (1985)
- Barcode Battler (1991)

## Liste non exhaustive des jeux vidéo produits
- Dragon Ball: Dragon Daihikyō (1986, Epoch Cassette Vision) - J
- Doraemon: Nobita to yōsei no kuni (19 février 1993, SNES) - J
- Doraemon 2: Nobita no toys Land Daibouken (17 décembre 1993, SNES) - J
- Doraemon 3: Nobita to toki no hogyoku (16 décembre 1994, SNES) - J
- Doraemon 4: Nobita to toki no okoku (15 décembre 1995, SNES) - J
- Doraemon: Nobita to mittsu no seireiseki (1997, Nintendo 64)
- Doraemon 2: Nobita to hikari no shinden (1998, Nintendo 64)
- Doraemon 3: Nobita no machi SOS! (2000, Nintendo 64)
- The Amazing Spider-Man - Lethal Foes (17 Mars 1995, Super Famicom)

## Autres
Les Sylvaniens (1985), figurines de plastique représentant les animaux de la forêt.
Le groupe possède un parc à thèmes et une chaîne de restaurants au Japon.